# Толбино (Брянская область)
Толбино — посёлок в Брянском районе Брянской области, в составе Нетьинского сельского поселения. Расположен в 5 км к северо-востоку от посёлка Нетьинка. Население — 30 человек (2010).

## История
Возник в середине XX века. До 1959 года — в Глаженском сельсовете, в 1959—1982 гг. — в Толвинском, в 1982—1998 гг. — в Новодарковичском сельсовете. В 1975 году присоединён посёлок Дмитриевский.
| Годы      | 1979 | 1989 | 2002 | 2010 |
| --------- | ---- | ---- | ---- | ---- |
| Население | 117  | 62   | 45   | 30   |